# Lairière

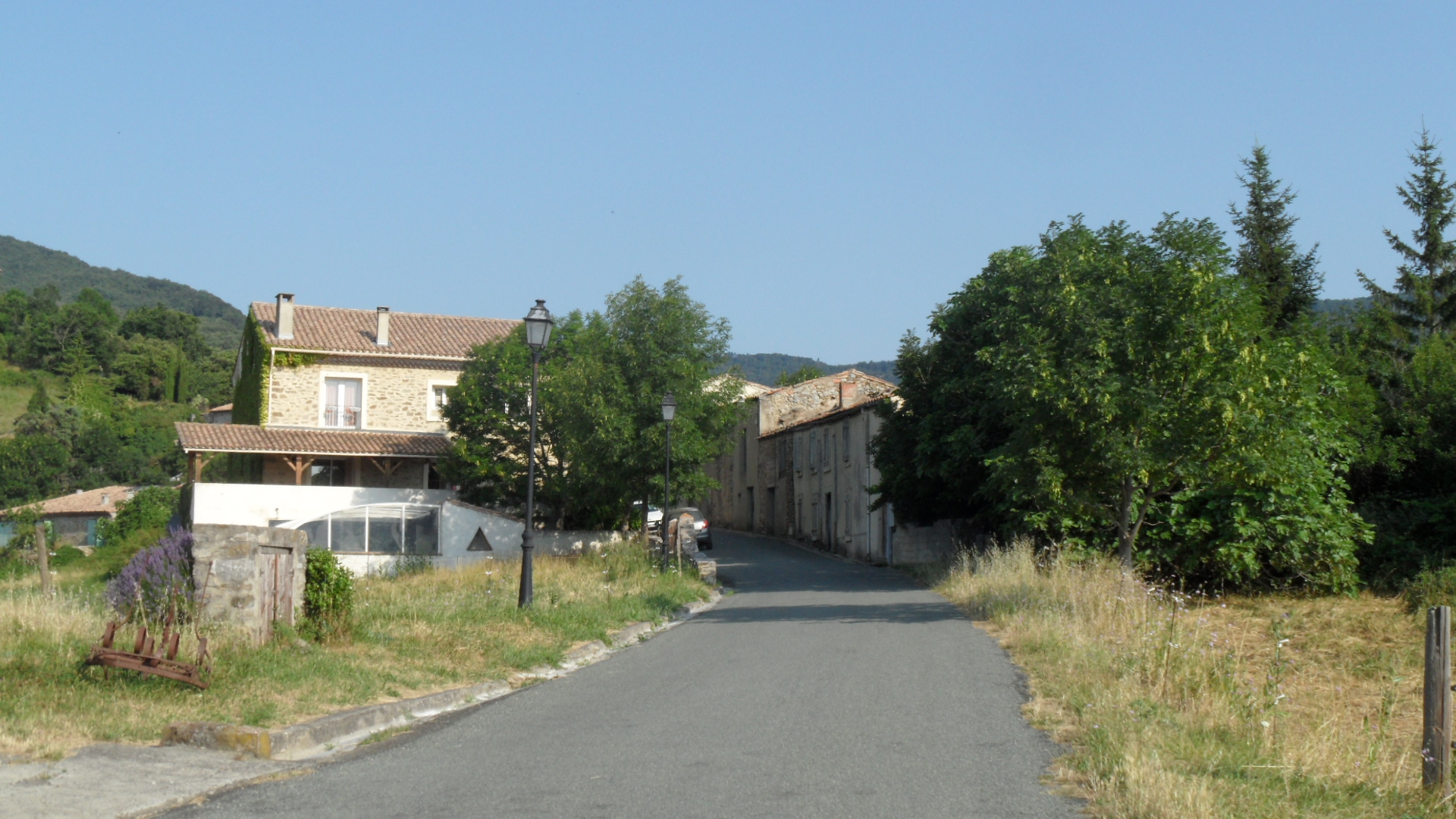
Lairière (2010)

Lairière (okzitanisch Larièra) ist eine französische Gemeinde mit 52 Einwohnern (Stand 1. Januar 2022) im Département Aude in der Region Okzitanien. Sie gehört zum Arrondissement Narbonne und zum Kanton Les Corbières.

## Lage
Das Gemeindegebiet ist Teil des Regionalen Naturparks Corbières-Fenouillèdes.
Nachbargemeinden von Lairière sind Mayronnes im Norden, Vignevieille im Osten, Montjoi im Südwesten und Caunette-sur-Lauquet im Nordwesten.

## Bevölkerungsentwicklung
| Jahr      | 1962 | 1968 | 1975 | 1982 | 1990 | 1999 | 2013 |
| Einwohner | 32   | 25   | 21   | 24   | 32   | 37   | 41   |

## Persönlichkeiten
- Olivier de Termes (um 1200–1274), Seigneur de Lairière